# Official World Golf Rankings
L'Official World Golf Rankings è un sistema per valutare il livello delle prestazioni dei golfisti professionisti. È stato introdotto nel 1986, sostenuto dai quattro tornei major e dai sei tour professionistici che costituiscono la Federazione internazionale dei PGA Tour, ovvero PGA Tour, European Tour, Asian Tour, PGA Tour of Australasia, Japan Golf Tour e Sunshine Tour. tour. Tutti i giocatori che competono in questi tornei sono inclusi nelle classifiche. Nel 2024, 23 tour sono stati presi in considerazione nelle classifiche mondiali. Oltre a essere di interesse generale, le classifiche hanno un'importanza aggiuntiva, in quanto vengono utilizzate come uno dei criteri di qualificazione per l'ingresso in numerosi tornei importanti.

## Storia
La spinta per la creazione dell'Official World Golf Rankings venne dal comitato di torneo del Royal and Ancient Golf Club of St Andrews, che negli anni ottanta si accorse che il sistema che adottava, ovvero di inviare gli inviti per la partecipazione al British Open analizzando ogni tour singolarmente, stava portando all'esclusione di sempre più giocatori di alto livello perché dividevano i loro impegni su più tour diversi, e dall'autorevole manager sportivo Mark McCormack, che diventò il primo presidente del comitato internazionale che sovrintende la creazione della classifica. Il sistema usato per sviluppare la classifica venne sviluppato sulla base di quello del McCormack's World Golf Rankings, che era stato in precedenza pubblicato sul suo annuario World of Professional Golf Annual dal 1968 al 1985, che era una classifica non ufficiale e non veniva usata per altri scopi come selezionare i giocatori da invitare ai tornei.
La prima classifica fu pubblicata prima dell'edizione 1986 del The Masters. I primi sei giocatori erano: Bernhard Langer, Severiano Ballesteros, Sandy Lyle, Tom Watson, Mark O'Meara e Greg Norman. I primi tre erano quindi giocatori europei, ma tra i primi cinquanta trentuno erano invece statunitensi.
Nel corso degli anni il metodo di calcolo della classifica è molto mutato. Inizialmente la classifica veniva calcolata su un periodo di tre anni, con il punteggio dell'anno in corso moltiplicati per quattro, quello dell'anno precedente per due e quello di due anni prima lasciato inalterato. La classifica veniva stilata con il punteggio totale e i punti complessivi arrotondati al valore intero più prossimo. Tutti i tornei riconosciuti dai tour professionistici ed alcuni dei tornei ad inviti erano classificati in categorie, che andavano da "tornei major" (il cui il vincitore riceveva 50 punti) ad "altri tornei" (il cui il vincitore riceveva un minimo di 8 punti). In ogni torneo anche gli altri classificati ricevevano punti proporzionalmente al piazzamento a partire dal secondo che riceveva il 60% dei punti spettanti al vincitore.
All'inizio dell'aprile 1989 la classifica venne cambiata e basata sulla media punti per torneo giocato invece che sulla somma complessiva. Questo per riflettere meglio il valore di alcuni giocatori (specialmente quelli di età più avanzata) che giocavano meno tornei di altri, ma dimostravano nei tornei major che la loro classifica era sottostimata. Ad esempio Tom Watson tra il 1987 e il 1989 si era piazzato tra i primi 15 in otto tornei major, ma con il sistema dei punti complessivi figurava solo in quarantesima posizione: con il sistema della media punti risalì alla ventesima. Fu escogitato anche un nuovo sistema per determinare il "peso" di ogni torneo, basato sul valore complessivo dei partecipanti valutato con la classifica precedente all'avvio del torneo. Ai tornei major fu comunque garantito il massimo di 50 punti per il vincitore, mentre tutti gli altri potevano arrivare ad un massimo di 40 se tutti i migliori 100 del mondo fossero stati al via. In pratica il risultato è che la maggior parte dei tornei del PGA Tour si assesta attorno ai 25 punti per il vincitore, quelli dell'European Tour attorno ai 18 e quelli del japan PGA Tour attorno ai 12. Nel 2007 il sistema è stato nuovamente cambiato.
Nel 1996 i tre anni di cui si teneva conto furono ridotti a due e l'anno in corso passò a valere doppio. Dal 2000 si iniziò ad assegnare punti a un maggior numero di giocatori classificati in ogni torneo e la media non fu più arrotondata all'intero.
Inizialmente solo il comitato di torneo del Royal and Ancient Golf Club usò la classifica per scopi ufficiali; il PGA Tour la riconobbe nel 1990 e nel 1997 lo fecero anche tutti i principali tour. La classifica, che in precedenza era chiamata Classifica Sony, in quell'anno prese il nome di Official World Golf Rankings. La sede in cui viene curata e gestita si trova a Virginia Water nel Surrey, in Inghilterra.
Finora diciannove giocatori sono stati riconosciuti ufficialmente n.1 del mondo. Severiano Ballesteros sostituì Bernhard Langer dopo poco l'introduzione della classifica e quindi duellò per la posizione con Greg Norman per tre anni, fino a quando Nick Faldo prese il suo posto come principale rivale di Norman. Ian Woosnam e Fred Couples si alternarono al primo posto varie volte tra il 1991 e il 1992, prima del ritorno al comando di Faldo durato fino al 1994, quando il leader divenne Nick Price. Greg Norman tornò al comando nel 1995 e 1996, quindi, dopo una sola settimana in cui il primato andò a Tom Lehman, Tiger Woods ha dominato dal 1997 al 2005, con brevi interruzioni a vantaggio di Ernie Els e David Duval, Nel settembre 2004 Vijay Singh diventò il dodicesimo n.1 e lui e Woods si alternarono al comando diverse volte nel corso del 2005, ma Woods alla fine ha ripreso il largo.

## Il calcolo della classifica
I punti sono assegnati sulla base della posizione finale raggiunta nei tornei ufficiali dei tour. In ogni torneo dei tour è disponibile un numero minimo di punti. Nella maggior parte dei tornei tale numero dipende dalla classifica dei giocatori che partecipano (considerando i primi 200) e da quella dei migliori 30 tra quelli che partecipano stabilmente al tour. I tornei Major assegnano un valore prefissato di 100 punti al vincitore. Inoltre la maggior parte dei tour ha un "torneo principale" che assegna un numero minimo di punti garantito più elevato rispetto agli altri.
| Tour                    | Punteggio Minimo | Torneo Principale          | Punteggio Minimo |
| ----------------------- | ---------------- | -------------------------- | ---------------- |
| PGA Tour                | 24               | The Players Championship   | 80               |
| European Tour           | 24               | BMW PGA Championship       | 64               |
| Japan Golf Tour         | 16               | Japan Open                 | 32               |
| PGA Tour of Australasia | 16               | Australian Open            | 32               |
| Sunshine Tour           | 14               | South African Open         | 32               |
| Asian Tour              | 14               | Thailand Golf Championship | 20               |
| Web.com Tour            | 14               | Web.com Tour Championship  | 20               |
| Challenge Tour          | 12               | Challenge Tour Grand Final | 17               |
| Korean Tour             | 9                | n/d                        | n/d              |
| PGA Tour Canada         | 6                | n/d                        | n/d              |
| OneAsia Tour            | 6                | n/d                        | n/d              |
| PGA Tour Latinoamérica  | 6                | n/d                        | n/d              |
| Asian Development Tour  | 6                | n/d                        | n/d              |
| PGA Tour China          | 6                | n/d                        | n/d              |
| Alps Tour               | 4/6              | n/d                        | n/d              |
| Nordic Golf League      | 4/6              | n/d                        | n/d              |
| PGA EuroPro Tour        | 4/6              | n/d                        | n/d              |
| ProGolf Tour            | 4/6              | n/d                        | n/d              |
| MENA Golf Tour          | 3/5              | n/d                        | n/d              |

I vincitori dei tre singoli tornei della serie del World Golf Championships generalmente ricevono tra i 70 e i 78 punti. Il vincitore della maggior parte dei tornei dei PGA Tour si aggiudica un numero di punti variabile da 24 a una settantina, mentre i tornei del PGA European Tour assegnano al vincitore tra i 24 e i circa 50 punti. Prima del 2007 ufficialmente venivano assegnati metà di questi punti, che inizialmente venivano raddoppiati per fare una statistica ponderata. Ad esempio la vittoria in un torneo major dava 50 punti al giocatore, ai quali inizialmente veniva dato un peso doppio, così che il computo totale era di 100. Questo sistema, che poteva generare confusione e non presentava vantaggi apparenti, è stato abbandonato a metà del 2007. I tornei il cui percorso viene ridotto in corso di svolgimento a 54 buche per le cattive condizioni atmosferiche o per altre ragioni assegnano comunque il punteggio completo, ma se invece il percorso viene ridotto a 36 buche i punti assegnati sono ridotti del 25%.
La classifica di ogni giocatore viene calcolata sulla base dei punti che ha conquistato nei due anni precedenti. Per prima cosa i punti che ha ottenuto in tutti i tornei che ha giocato sono ordinati in ordine cronologico. Un punteggio viene calcolato nel suo pieno valore per 13 settimane dal suo conseguimento; da quel momento in poi viene percentualmente ridimensionato ogni settimana per i due anni successivi, in modo da privilegiare i risultati più recenti. Le medie punti risultanti per ciascun giocatore vengono quindi ordinate in ordine discendente per produrre la classifica finale. Questo significa che il giocatore che ha ottenuto complessivamente più vittorie non è necessariamente ai vertici della classifica: Conta la media dei risultati e alcuni giocatori disputano un numero di tornei considerevolmente superiore di quanto facciano altri. I giocatori che partecipano come membri stabili ad uno dei Tour maggiori (ovvero quasi tutti i primi duecento o trecento della classifica) di solito giocano tra i 20 e i 35 tornei ufficiali all'anno, a meno di infortuni. La classifica viene pubblicata ogni lunedì.

## Importanza della classifica
La posizione di classifica raggiunta da un giocatore ha notevoli ripercussioni sulla sua carriera. Ad esempio, una posizione tra i primi 50 del mondo garantisce automaticamente la partecipazione ai quattro tornei major ed ai quattro del World Golf Championships. Inoltre i punti della classifica sono il solo criterio di selezione per la squadra internazionale che partecipa alla Presidents Cup e uno dei criteri per la selezione della squadra europea di Ryder Cup; partecipare ad una di queste competizioni garantisce al giocatore l'esenzione biennale dalle qualificazioni nel PGA Tour. La classifica viene anche usata per selezionare il lotto dei partecipanti in vari altri tornei.
| Torneo                       | Ammissione automatica     |
| ---------------------------- | ------------------------- |
| The Masters                  | Primi 50                  |
| U.S. Open                    | Primi 60                  |
| British open                 | Primi 50                  |
| PGA Championship             | (Primi 100)vedi nota      |
| WGC-Dell Match Play          | Primi 64 (criterio unico) |
| WGC-Cadillac Championship    | Primi 50                  |
| WGC-Bridgestone Invitational | Primi 50                  |
| WGC-HSBC Champions           | Primi 50                  |
| The Players Championship     | Primi 50                  |
| Olimpiadi estive (2024)      | Primi 60vedi nota         |

Nota: Il PGA Championship non ha un sistema di ammissione automatico basato sulla classifica ma da diversi anni in effetti invita a partecipare i primi 100. 

I qualificati alle Olimpiadi estive del 2016 sono i primi 15 giocatori del ranking, con il limite di quattro per Paese. Dalla sedicesima posizione in poi, i giocatori sono qualificati in base al ranking, con il limite di due per Paese, purché non ne abbia già due o più tra i primi 15. Al Paese ospitante è garantito un giocatore, così come ad ogni continente.

## Classifica
Questi sono i primi dieci giocatori della classifica e il loro punteggio aggiornato al 5 gennaio 2025.
| Posizione   | Giocatore         | Nazione          | Punti   |
| ----------- | ----------------- | ---------------- | ------- |
| 1           | Scottie Scheffler | Stati Uniti      | 15.6754 |
| 2           | Xander Schauffele | Stati Uniti      | 9.0973  |
| 3           | Rory McIlroy      | Irlanda del Nord | 7.5273  |
| 4           | Collin Morikawa   | Stati Uniti      | 5.9951  |
| 5           | Hideki Matsuyama  | Giappone         | 5.8860  |
| 6           | Ludvig Åberg      | Svezia           | 5.4715  |
| 7           | Wyndham Clark     | Stati Uniti      | 4.5075  |
| 9           | Viktor Hovland    | Norvegia         | 4.2505  |
| 10          | Tommy Fleetwood   | Inghilterra      | 3.7193  |
| 8           | Bryson DeChambeau | Stati Uniti      | 3.7119  |
| Fonte: OWGR |                   |                  |         |

Tiger Woods ha segnato il record per la media punti più alta il 3 giugno 2001, quando ha chiuso la settimana con una media di 32,44 (1459,64 punti ottenuti in 45 tornei). Woods ha anche il record della differenza più alta rispetto al secondo classificato, ottenuto il 20 maggio 2001, quando la differenza con l'inseguitore Phil Mickelson fu di 19,40 punti.
Tiger Woods detiene il record di maggior numero di settimane di presenza nella World Top 10, con 860 settimane. Lo seguono Ernie Els con 788 settimane e Phil Mickelson con 774.

## Giocatori che hanno raggiunto la prima posizione della classifica
| * | Attuale giocatore numero uno dal 19 gennaio 2025 |

| Posizione | Giocatore                | Settimane | Ordine | Major |
| --------- | ------------------------ | --------- | ------ | ----- |
| 1         | Tiger Woods              | 683       | 9      | 15    |
| 2         | Greg Norman              | 331       | 3      | 2     |
| 3         | Dustin Johnson           | 135       | 20     | 2     |
| 4         | Scottie Scheffler*       | 123       | 25     | 2     |
| 5         | Rory McIlroy             | 122       | 16     | 4     |
| 6         | Nick Faldo               | 97        | 4      | 6     |
| 7         | Seve Ballesteros         | 61        | 2      | 5     |
| 8         | Luke Donald              | 56        | 15     | 0     |
| 9         | Jon Rahm                 | 52        | 24     | 2     |
| 10        | Jason Day                | 51        | 19     | 1     |
| 11        | Ian Woosnam              | 50        | 5      | 1     |
| 12        | Brooks Koepka            | 47        | 23     | 5     |
| 13        | Nick Price               | 44        | 7      | 3     |
| 14        | Vijay Singh              | 32        | 12     | 3     |
| 15        | Jordan Spieth            | 26        | 18     | 3     |
| 16        | Lee Westwood             | 22        | 13     | 0     |
| 17        | Fred Couples             | 16        | 6      | 1     |
| 18        | David Duval              | 15        | 11     | 1     |
| 19        | Justin Rose              | 13        | 22     | 1     |
| 20        | Adam Scott (golfista)    | 11        | 17     | 1     |
| 21        | Ernie Els                | 9         | 10     | 4     |
| 22        | Martin Kaymer            | 8         | 14     | 2     |
| 23        | Justin Thomas (golfista) | 5         | 21     | 2     |
| 24        | Bernhard Langer          | 3         | 1      | 2     |
| 25        | Tom Lehman               | 1         | 8      | 1     |

Ordine – indica la sequenza in cui i giocatori hanno raggiunto per primi il numero 1.
Major – numero dei tornei major ogni giocatore ha vinto durante la sua carriera golfistica.
Questi sono i giocatori che hanno guidato la classifica ordinati secondo il numero di settimane che hanno trascorso in prima posizione fino al 2 novembre 2008. Il numero uno al momento era Tiger Woods, che è la decima volta che riconquista il primato. Si trova al primo posto dal 12 giugno 2005, quando ha detronizzato Vijay Singh.
Tra i giocatori della tabella, Bernhard Langer e Seve Ballesteros probabilmente guadagnerebbero altre settimane al vertice se la classifica fosse fatta partire da una data anteriore all'aprile 1986 (Ballesteros figurava in prima posizione nella Mark McCormack's world golf rankings nel 1983, 1984 e 1985, classifica che veniva pubblicata solo alla fine di ogni stagione). Con quel sistema Tom Watson fu il numero uno dal 1978 al 1982. Jack Nicklaus fu primo in classifica dal 1968 al 1977 e sarebbe stato primo probabilmente a partire dal 1965, se la classifica di McCormack venisse a sua volta retrodatata. Nonostante sia in effetti possibile che di tanto in tanto potrebbero essere arrivati in cima alla classifica anche Gary Player, Billy Casper, Lee Trevino e Johnny Miller, è probabile che, se la classifica fosse sempre esistita, Nicklaus l'avrebbe guidata complessivamente tra le 500 e le 600 settimane.

## Suddivisione per nazionalità
Analisi del numero di giocatori presenti tra i primi 100 alla fine di ogni stagione per nazionalità.
| Paese             | 2015 | 2014 | 2013 | 2012 | 2011 | 2010 | 2009 | 2008 | 2007 | 2006 | 2005 | 2004 | 2003 | 2002 | 2001 | 2000 | 1999 | 1998 | 1997 | 1996 | 1995 | 1994 | 1993 | 1992 | 1991 | 1990 |
| ----------------- | ---- | ---- | ---- | ---- | ---- | ---- | ---- | ---- | ---- | ---- | ---- | ---- | ---- | ---- | ---- | ---- | ---- | ---- | ---- | ---- | ---- | ---- | ---- | ---- | ---- | ---- |
| Stati Uniti       | 40   | 38   | 40   | 31   | 37   | 32   | 32   | 31   | 34   | 39   | 41   | 41   | 49   | 47   | 48   | 51   | 56   | 55   | 56   | 58   | 56   | 52   | 49   | 53   | 60   | 58   |
| Australia         | 7    | 8    | 6    | 9    | 10   | 9    | 10   | 10   | 12   | 11   | 12   | 11   | 7    | 9    | 5    | 5    | 6    | 9    | 8    | 7    | 8    | 8    | 9    | 11   | 11   | 12   |
| Inghilterra       | 13   | 8    | 9    | 8    | 8    | 11   | 11   | 8    | 9    | 11   | 11   | 7    | 7    | 4    | 4    | 1    | 2    | 3    | 3    | 4    | 5    | 8    | 9    | 7    | 5    | 3    |
| Scozia            | 2    | 4    | 2    | 4    | 2    | 2    | 0    | 0    | 1    | 1    | 1    | 3    | 3    | 2    | 5    | 4    | 3    | 3    | 3    | 3    | 2    | 4    | 4    | 3    | 4    | 4    |
| Galles            | 1    | 1    | 1    | 1    | 1    | 2    | 0    | 0    | 1    | 2    | 2    | 1    | 2    | 2    | 2    | 2    | 1    | 1    | 1    | 1    | 1    | 1    | 1    | 1    | 1    | 1    |
| Irlanda del Nord  | 2    | 2    | 2    | 2    | 3    | 3    | 2    | 4    | 0    | 1    | 2    | 2    | 1    | 1    | 1    | 1    | 1    | 1    | 1    | 1    | 1    | 3    | 3    | 2    | 2    | 2    |
| Sudafrica         | 5    | 7    | 7    | 6    | 8    | 6    | 8    | 9    | 7    | 6    | 5    | 5    | 5    | 4    | 3    | 3    | 3    | 3    | 3    | 3    | 2    | 5    | 5    | 3    | 3    | 2    |
| Svezia            | 4    | 3    | 5    | 8    | 4    | 4    | 4    | 7    | 6    | 6    | 3    | 4    | 3    | 4    | 6    | 5    | 4    | 4    | 3    | 2    | 3    | 4    | 5    | 3    | 0    | 0    |
| Spagna            | 2    | 4    | 3    | 6    | 5    | 4    | 4    | 5    | 4    | 4    | 3    | 2    | 5    | 2    | 3    | 4    | 3    | 2    | 3    | 1    | 4    | 3    | 3    | 3    | 3    | 4    |
| Giappone          | 5    | 6    | 5    | 4    | 6    | 8    | 8    | 8    | 3    | 5    | 5    | 4    | 4    | 5    | 9    | 9    | 7    | 5    | 5    | 6    | 7    | 3    | 3    | 5    | 4    | 4    |
| Danimarca         | 2    | 2    | 2    | 3    | 2    | 2    | 3    | 3    | 3    | 1    | 1    | 2    | 1    | 3    | 1    | 1    | 1    | 1    | 1    | 0    | 0    | 0    | 0    | 0    | 0    | 0    |
| Argentina         | 1    | 1    | 1    | 0    | 0    | 1    | 1    | 2    | 2    | 1    | 1    | 2    | 3    | 4    | 4    | 3    | 2    | 1    | 1    | 0    | 1    | 1    | 1    | 2    | 1    | 1    |
| Germania          | 1    | 2    | 2    | 2    | 1    | 1    | 1    | 1    | 2    | 0    | 1    | 2    | 2    | 2    | 1    | 1    | 2    | 1    | 1    | 2    | 2    | 1    | 1    | 1    | 1    | 1    |
| Corea del Sud     | 2    | 1    | 2    | 4    | 4    | 4    | 2    | 1    | 2    | 3    | 2    | 3    | 1    | 1    | 0    | 0    | 0    | 0    | 0    | 0    | 0    | 0    | 0    | 0    | 0    | 0    |
| Canada            | 0    | 1    | 1    | 0    | 0    | 0    | 2    | 2    | 2    | 2    | 2    | 1    | 1    | 1    | 1    | 2    | 2    | 1    | 1    | 1    | 0    | 0    | 0    | 0    | 0    | 0    |
| India             | 1    | 1    | 0    | 2    | 0    | 0    | 1    | 1    | 2    | 2    | 0    | 0    | 0    | 0    | 0    | 0    | 0    | 0    | 0    | 0    | 0    | 0    | 0    | 0    | 0    | 0    |
| Thailandia        | 3    | 1    | 2    | 2    | 0    | 1    | 2    | 2    | 2    | 1    | 0    | 1    | 0    | 0    | 0    | 0    | 0    | 0    | 0    | 0    | 0    | 0    | 0    | 0    | 0    | 0    |
| Austria           | 1    | 1    | 1    | 1    | 0    | 0    | 0    | 0    | 1    | 0    | 0    | 0    | 0    | 0    | 0    | 0    | 0    | 0    | 0    | 0    | 0    | 0    | 0    | 0    | 0    | 0    |
| Cina              | 0    | 0    | 0    | 0    | 0    | 1    | 1    | 0    | 1    | 0    | 0    | 0    | 0    | 0    | 0    | 0    | 0    | 0    | 0    | 0    | 0    | 0    | 0    | 0    | 0    | 0    |
| Colombia          | 0    | 0    | 0    | 0    | 1    | 1    | 1    | 1    | 1    | 0    | 0    | 0    | 0    | 0    | 0    | 0    | 0    | 1    | 1    | 0    | 0    | 0    | 0    | 0    | 0    | 0    |
| Figi              | 0    | 0    | 0    | 1    | 1    | 1    | 1    | 1    | 1    | 1    | 1    | 1    | 1    | 1    | 1    | 1    | 1    | 1    | 1    | 1    | 1    | 1    | 1    | 1    | 1    | 1    |
| Finlandia         | 0    | 1    | 1    | 0    | 0    | 0    | 0    | 0    | 1    | 0    | 0    | 0    | 0    | 0    | 0    | 0    | 0    | 0    | 0    | 0    | 0    | 0    | 0    | 0    | 0    | 0    |
| Irlanda           | 1    | 1    | 1    | 2    | 1    | 1    | 1    | 1    | 1    | 2    | 2    | 2    | 1    | 2    | 2    | 3    | 1    | 1    | 2    | 3    | 1    | 0    | 0    | 1    | 1    | 3    |
| Nuova Zelanda     | 1    | 0    | 0    | 0    | 0    | 0    | 1    | 1    | 1    | 1    | 2    | 1    | 3    | 4    | 1    | 1    | 1    | 2    | 2    | 3    | 3    | 2    | 1    | 1    | 1    | 1    |
| Francia           | 2    | 3    | 2    | 0    | 1    | 2    | 1    | 0    | 1    | 0    | 2    | 2    | 0    | 1    | 0    | 1    | 1    | 0    | 0    | 0    | 0    | 0    | 0    | 0    | 0    | 0    |
| Italia            | 1    | 1    | 2    | 2    | 3    | 3    | 2    | 1    | 0    | 0    | 0    | 0    | 0    | 0    | 0    | 0    | 0    | 1    | 1    | 1    | 1    | 1    | 1    | 0    | 0    | 0    |
| Namibia           | 0    | 0    | 0    | 0    | 0    | 0    | 0    | 0    | 0    | 0    | 0    | 0    | 0    | 0    | 0    | 0    | 0    | 1    | 0    | 0    | 0    | 0    | 0    | 0    | 0    | 0    |
| Paraguay          | 0    | 1    | 0    | 0    | 0    | 0    | 0    | 0    | 0    | 0    | 1    | 1    | 0    | 0    | 0    | 1    | 1    | 1    | 1    | 1    | 0    | 0    | 0    | 0    | 0    | 0    |
| Filippine         | 0    | 0    | 0    | 0    | 0    | 0    | 0    | 0    | 0    | 0    | 0    | 0    | 0    | 0    | 0    | 0    | 1    | 1    | 1    | 1    | 0    | 0    | 0    | 0    | 0    | 0    |
| Taiwan            | 0    | 0    | 0    | 0    | 0    | 0    | 1    | 1    | 0    | 0    | 0    | 0    | 0    | 0    | 1    | 0    | 0    | 0    | 0    | 0    | 0    | 0    | 1    | 0    | 0    | 0    |
| Trinidad e Tobago | 0    | 0    | 0    | 0    | 0    | 0    | 0    | 0    | 0    | 0    | 0    | 1    | 0    | 0    | 0    | 0    | 0    | 0    | 0    | 0    | 0    | 0    | 0    | 0    | 0    | 0    |
| Zimbabwe          | 0    | 1    | 1    | 1    | 0    | 0    | 0    | 0    | 0    | 0    | 0    | 1    | 1    | 1    | 2    | 1    | 1    | 1    | 1    | 1    | 2    | 2    | 3    | 3    | 2    | 3    |

Analisi del numero di giocatori presenti tra i primi 100 alla fine di ogni stagione valutando l'eleggibilità per le principali competizioni a squadre: Ryder Cup (USA contro Europa) e Presidents Cup (USA contro squadra internazionale di giocatori non europei).
| Squadra                | 2015 | 2014 | 2013 | 2012 | 2011 | 2010 | 2009 | 2008 | 2007 | 2006 | 2005 | 2004 | 2003 | 2002 | 2001 | 2000 | 1999 | 1998 | 1997 | 1996 | 1995 | 1994 | 1993 | 1992 | 1991 | 1990 |
| ---------------------- | ---- | ---- | ---- | ---- | ---- | ---- | ---- | ---- | ---- | ---- | ---- | ---- | ---- | ---- | ---- | ---- | ---- | ---- | ---- | ---- | ---- | ---- | ---- | ---- | ---- | ---- |
| Stati Uniti            | 40   | 38   | 40   | 31   | 37   | 32   | 32   | 31   | 34   | 39   | 41   | 41   | 49   | 47   | 48   | 51   | 56   | 55   | 56   | 58   | 56   | 52   | 49   | 53   | 60   | 58   |
| Europa                 | 35   | 34   | 35   | 40   | 33   | 36   | 29   | 30   | 30   | 28   | 28   | 27   | 25   | 23   | 25   | 23   | 19   | 18   | 19   | 18   | 20   | 25   | 27   | 21   | 17   | 18   |
| Squadra internazionale | 25   | 28   | 25   | 29   | 30   | 32   | 39   | 39   | 36   | 33   | 31   | 32   | 26   | 30   | 27   | 26   | 25   | 27   | 25   | 24   | 24   | 23   | 24   | 26   | 23   | 24   |

- Nota: La Presidents Cup è stata fondata nel 1994.

## Estratto storico della classifica

### Giocatori che hanno concluso l'anno al primo posto
- 1986 Greg Norman
- 1987 Greg Norman  (2)
- 1988 Severiano Ballesteros
- 1989 Greg Norman  (3)
- 1990 Greg Norman  (4)
- 1991 Ian Woosnam
- 1992 Nick Faldo
- 1993 Nick Faldo  (2)
- 1994 Nick Price
- 1995 Greg Norman  (5)
- 1996 Greg Norman  (6)
- 1997 Greg Norman  (7)
- 1998 Tiger Woods
- 1999 Tiger Woods  (2)
- 2000 Tiger Woods  (3)
- 2001 Tiger Woods  (4)
- 2002 Tiger Woods  (5)
- 2003 Tiger Woods  (6)
- 2004 Vijay Singh
- 2005 Tiger Woods  (7)
- 2006 Tiger Woods  (8)
- 2007 Tiger Woods  (9)
- 2008 Tiger Woods  (10)
- 2009 Tiger Woods  (11)
- 2010 Lee Westwood
- 2011 Luke Donald
- 2012 Rory McIlroy
- 2013 Tiger Woods  (12)
- 2014 Rory McIlroy  (2)
- 2015 Jordan Spieth
- 2016 Jason Day
- 2017 Dustin Johnson
- 2018 Brooks Koepka
- 2019 Brooks Koepka (2)
- 2020 Dustin Johnson (2)
- 2021 Jon Rahm
- 2022 Rory McIlroy (3)

### Premio Mark H. McCormack - maggior numero di settimane al comando nel corso dell'anno
- 1998 Tiger Woods
- 1999 Tiger Woods  (2)
- 2000 Tiger Woods  (3)
- 2001 Tiger Woods  (4)
- 2002 Tiger Woods  (5)
- 2003 Tiger Woods  (6)
- 2004 Tiger Woods  (7)
- 2005 Tiger Woods  (8)
- 2006 Tiger Woods  (9)
- 2007 Tiger Woods  (10)
- 2008 Tiger Woods  (11)
- 2009 Tiger Woods  (12)
- 2010 Tiger Woods  (13)
- 2011 Luke Donald
- 2012 Rory McIlroy
- 2013 Tiger Woods  (14)
- 2014 Rory McIlroy  (2)
- 2015 Rory McIlroy  (3)
- 2016 Jason Day
- 2017 Dustin Johnson
- 2018 Dustin Johnson (2)
- 2019 Brooks Koepka
- 2020 Dustin Johnson (3)
- 2021 Jon Rahm
- 2022 Scottie Scheffler

Giocatori che hanno conquistato il maggior numero di punti complessivo in una stagione
Anche se tale classifica non è ufficialmente riconosciuta e non viene assegnato alcun premio, questi sono i giocatori che in ogni stagione hanno conquistato il maggior numero di punti complessivo:
- 1984: Tom Watson
- 1985: Bernhard Langer
- 1986: Greg Norman
- 1987: Severiano Ballesteros e Ian Woosnam
- 1988: Severiano Ballesteros
- 1989: Greg Norman
- 1990: José María Olazábal
- 1991: Severiano Ballesteros
- 1992: Nick Faldo
- 1993: Greg Norman
- 1994: Ernie Els
- 1995: Greg Norman
- 1996: Tom Lehman
- 1997: Ernie Els
- 1998: Mark O'Meara
- 1999: Tiger Woods
- 2000: Tiger Woods
- 2001: Tiger Woods
- 2002: Tiger Woods
- 2003: Vijay Singh
- 2004: Vijay Singh
- 2005: Tiger Woods
- 2006: Tiger Woods
- 2007: Tiger Woods
- 2008: Tiger Woods
- 2009: Tiger Woods
- 2010: Lee Westwood
- 2011: Luke Donald
- 2012: Rory McIlroy
- 2013: Tiger Woods
- 2014: Rory McIlroy
- 2015: Jordan Spieth
- 2016 Dustin Johnson
- 2017 Jordan Spieth
- 2018 Bryson DeChambeau
- 2019 Rory McIlroy
- 2020 Dustin Johnson
- 2021 Collin Morikawa
- 2022 Scottie Scheffler

### I primi dieci della classifica alla fine di ogni stagione e punteggio
| Posizione | 2015           | 2015  | 2014           | 2014  | 2013           | 2013  |
| --------- | -------------- | ----- | -------------- | ----- | -------------- | ----- |
| 1         | Jordan Spieth  | 11.51 | Rory McIlroy   | 11.04 | Tiger Woods    | 11.69 |
| 2         | Jason Day      | 10.94 | Henrik Stenson | 8.13  | Adam Scott     | 9.60  |
| 3         | Rory McIlroy   | 10.75 | Adam Scott     | 7.71  | Henrik Stenson | 9.16  |
| 4         | Bubba Watson   | 7.95  | Bubba Watson   | 7.27  | Justin Rose    | 7.16  |
| 5         | Henrik Stenson | 7.34  | Sergio García  | 6.70  | Phil Mickelson | 7.06  |
| 6         | Rickie Fowler  | 7.13  | Justin Rose    | 6.69  | Rory McIlroy   | 6.50  |
| 7         | Justin Rose    | 7.02  | Jim Furyk      | 6.62  | Matt Kuchar    | 6.15  |
| 8         | Dustin Johnson | 6.13  | Jason Day      | 5.81  | Steve Stricker | 5.72  |
| 9         | Jim Furyk      | 5.62  | Jordan Spieth  | 5.75  | Zach Johnson   | 5.45  |
| 10        | Patrick Reed   | 4.66  | Rickie Fowler  | 5.47  | Sergio García  | 5.31  |

| Posizione | 2012             | 2012  | 2011             | 2011  | 2010            | 2010 |
| --------- | ---------------- | ----- | ---------------- | ----- | --------------- | ---- |
| 1         | Rory McIlroy     | 13.22 | Luke Donald      | 10.03 | Lee Westwood    | 9.24 |
| 2         | Luke Donald      | 8.62  | Lee Westwood     | 8.06  | Tiger Woods     | 7.88 |
| 3         | Tiger Woods      | 8.53  | Rory McIlroy     | 7.77  | Martin Kaymer   | 7.26 |
| 4         | Justin Rose      | 6.42  | Martin Kaymer    | 6.55  | Phil Mickelson  | 6.70 |
| 5         | Adam Scott       | 6.21  | Adam Scott       | 5.50  | Jim Furyk       | 6.22 |
| 6         | Louis Oosthuizen | 6.14  | Steve Stricker   | 5.33  | Graeme McDowell | 6.18 |
| 7         | Lee Westwood     | 6.03  | Dustin Johnson   | 5.27  | Steve Stricker  | 6.11 |
| 8         | Bubba Watson     | 5.29  | Jason Day        | 5.07  | Paul Casey      | 5.90 |
| 9         | Jason Dufner     | 5.29  | Charl Schwartzel | 5.06  | Luke Donald     | 5.65 |
| 10        | Brandt Snedeker  | 5.23  | Webb Simpson     | 5.03  | Rory McIlroy    | 5.60 |

| Posizione | 2009               | 2009  | 2008               | 2008  | 2007               | 2007  |
| --------- | ------------------ | ----- | ------------------ | ----- | ------------------ | ----- |
| 1         | Tiger Woods        | 14.67 | Tiger Woods        | 11.97 | Tiger Woods        | 19.62 |
| 2         | Phil Mickelson     | 8.26  | Sergio García      | 8.1   | Phil Mickelson     | 8.72  |
| 3         | Steve Stricker     | 6.67  | Phil Mickelson     | 7.03  | Jim Furyk          | 6.55  |
| 4         | Lee Westwood       | 6.6   | Pádraig Harrington | 6.95  | Ernie Els          | 6.51  |
| 5         | Pádraig Harrington | 5.55  | Vijay Singh        | 6.65  | Steve Stricker     | 6.45  |
| 6         | Jim Furyk          | 5.53  | Robert Karlsson    | 5.09  | Justin Rose        | 6     |
| 7         | Paul Casey         | 5.36  | Camilo Villegas    | 4.9   | Adam Scott         | 5.81  |
| 8         | Henrik Stenson     | 5.33  | Henrik Stenson     | 4.77  | Pádraig Harrington | 5.57  |
| 9         | Rory McIlroy       | 4.86  | Ernie Els          | 4.77  | K.J. Choi          | 5.15  |
| 10        | Kenny Perry        | 4.72  | Lee Westwood       | 4.73  | Vijay Singh        | 5.08  |

| Posizione | 2006               | 2006  | 2005              | 2005  | 2004               | 2004  |
| --------- | ------------------ | ----- | ----------------- | ----- | ------------------ | ----- |
| 1         | Tiger Woods        | 20.41 | Tiger Woods       | 17.16 | Vijay Singh        | 12.79 |
| 2         | Jim Furyk          | 8.88  | Vijay Singh       | 9.78  | Tiger Woods        | 11.60 |
| 3         | Phil Mickelson     | 7.17  | Phil Mickelson    | 8.14  | Ernie Els          | 10.98 |
| 4         | Adam Scott         | 7.03  | Retief Goosen     | 8.10  | Retief Goosen      | 7.47  |
| 5         | Ernie Els          | 6.05  | Ernie Els         | 8.03  | Phil Mickelson     | 7.00  |
| 6         | Retief Goosen      | 5.61  | Sergio García     | 7.23  | Pádraig Harrington | 5.55  |
| 7         | Vijay Singh        | 5.58  | Jim Furyk         | 5.80  | Sergio García      | 5.40  |
| 8         | Pádraig Harrington | 5.46  | Colin Montgomerie | 4.78  | Mike Weir          | 5.40  |
| 9         | Luke Donald        | 5.25  | Adam Scott        | 4.68  | Davis Love III     | 5.38  |
| 10        | Geoff Ogilvy       | 5.21  | Chris DiMarco     | 4.58  | Stewart Cink       | 4.65  |

| Posizione | 2003               | 2003  | 2002               | 2002  | 2001           | 2001  |
| --------- | ------------------ | ----- | ------------------ | ----- | -------------- | ----- |
| 1         | Tiger Woods        | 14.58 | Tiger Woods        | 15.72 | Tiger Woods    | 15.67 |
| 2         | Vijay Singh        | 9.77  | Phil Mickelson     | 7.72  | Phil Mickelson | 9.16  |
| 3         | Ernie Els          | 8.41  | Ernie Els          | 6.84  | David Duval    | 7.98  |
| 4         | Davis Love III     | 7.53  | Sergio García      | 6.19  | Ernie Els      | 6.99  |
| 5         | Jim Furyk          | 6.81  | Retief Goosen      | 6.16  | Davis Love III | 6.02  |
| 6         | Mike Weir          | 6.54  | David Toms         | 6.02  | Sergio García  | 5.86  |
| 7         | Retief Goosen      | 5.92  | Pádraig Harrington | 5.63  | David Toms     | 5.83  |
| 8         | Pádraig Harrington | 5.28  | Vijay Singh        | 5.53  | Vijay Singh    | 5.60  |
| 9         | David Toms         | 5.09  | Davis Love III     | 4.82  | Darren Clarke  | 5.03  |
| 10        | Kenny Perry        | 5.08  | Colin Montgomerie  | 4.39  | Retief Goosen  | 4.95  |

| Posizione | 2000              | 2000  | 1999              | 1999  | 1998              | 1998  |
| --------- | ----------------- | ----- | ----------------- | ----- | ----------------- | ----- |
| 1         | Tiger Woods       | 29.40 | Tiger Woods       | 19.98 | Tiger Woods       | 12.30 |
| 2         | Ernie Els         | 11.65 | David Duval       | 13.15 | Mark O'Meara      | 10.43 |
| 3         | David Duval       | 11.20 | Colin Montgomerie | 10.36 | David Duval       | 9.67  |
| 4         | Phil Mickelson    | 11.07 | Davis Love III    | 9.48  | Davis Love III    | 9.43  |
| 5         | Lee Westwood      | 9.46  | Ernie Els         | 8.64  | Ernie Els         | 9.18  |
| 6         | Colin Montgomerie | 8.34  | Lee Westwood      | 7.85  | Nick Price        | 8.98  |
| 7         | Davis Love III    | 7.88  | Vijay Singh       | 7.82  | Colin Montgomerie | 8.91  |
| 8         | Hal Sutton        | 7.71  | Nick Price        | 7.20  | Lee Westwood      | 8.65  |
| 9         | Vijay Singh       | 7.17  | Phil Mickelson    | 6.58  | Vijay Singh       | 8.51  |
| 10        | Tom Lehman        | 7.10  | Mark O'Meara      | 6.52  | Phil Mickelson    | 7.76  |

| Posizione | 1997              | 1997  | 1996              | 1996  | 1995              | 1995  |
| --------- | ----------------- | ----- | ----------------- | ----- | ----------------- | ----- |
| 1         | Greg Norman       | 11.49 | Greg Norman       | 10.78 | Greg Norman       | 21.93 |
| 2         | Tiger Woods       | 10.76 | Tom Lehman        | 9.74  | Nick Price        | 16.34 |
| 3         | Nick Price        | 9.93  | Colin Montgomerie | 9.10  | Bernhard Langer   | 15.64 |
| 4         | Ernie Els         | 9.89  | Ernie Els         | 8.60  | Ernie Els         | 14.66 |
| 5         | Davis Love III    | 9.09  | Fred Couples      | 8.16  | Colin Montgomerie | 14.00 |
| 6         | Phil Mickelson    | 8.73  | Nick Faldo        | 7.98  | Nick Faldo        | 13.94 |
| 7         | Colin Montgomerie | 8.58  | Phil Mickelson    | 7.77  | Corey Pavin       | 13.47 |
| 8         | Masashi Ozaki     | 8.05  | Masashi Ozaki     | 7.58  | Fred Couples      | 11.02 |
| 9         | Tom Lehman        | 8.02  | Davis Love III    | 7.53  | Masashi Ozaki     | 10.82 |
| 10        | Mark O'Meara      | 7.98  | Mark O'Meara      | 7.12  | Steve Elkington   | 10.43 |

| Posizione | 1994                | 1994  | 1993            | 1993  | 1992                | 1992  |
| --------- | ------------------- | ----- | --------------- | ----- | ------------------- | ----- |
| 1         | Nick Price          | 21.30 | Nick Faldo      | 20.65 | Nick Faldo          | 23.54 |
| 2         | Greg Norman         | 20.68 | Greg Norman     | 18.79 | Fred Couples        | 16.27 |
| 3         | Nick Faldo          | 16.78 | Bernhard Langer | 17.19 | Ian Woosnam         | 13.14 |
| 4         | Bernhard Langer     | 15.66 | Nick Price      | 15.89 | José María Olazábal | 12.87 |
| 5         | José María Olazábal | 15.18 | Fred Couples    | 14.93 | Greg Norman         | 12.63 |
| 6         | Fred Couples        | 13.74 | Paul Azinger    | 14.59 | Bernhard Langer     | 12.44 |
| 7         | Ernie Els           | 13.57 | Ian Woosnam     | 11.41 | John Cook           | 11.68 |
| 8         | Colin Montgomerie   | 12.38 | Tom Kite        | 10.07 | Nick Price          | 11.51 |
| 9         | Masashi Ozaki       | 11.39 | Davis Love III  | 9.61  | Paul Azinger        | 10.83 |
| 10        | Corey Pavin         | 10.87 | Corey Pavin     | 9.59  | Davis Love III      | 10.75 |

| Posizione | 1991                | 1991  | 1990                | 1990  | 1989                | 1989  |
| --------- | ------------------- | ----- | ------------------- | ----- | ------------------- | ----- |
| 1         | Ian Woosnam         | 17.11 | Greg Norman         | 18.95 | Greg Norman         | 17.76 |
| 2         | Nick Faldo          | 15.34 | Nick Faldo          | 18.54 | Nick Faldo          | 16.25 |
| 3         | José María Olazábal | 15.32 | José María Olazábal | 17.22 | Seve Ballesteros    | 15.03 |
| 4         | Seve Ballesteros    | 13.70 | Ian Woosnam         | 15.47 | Curtis Strange      | 13.79 |
| 5         | Greg Norman         | 13.11 | Payne Stewart       | 12.75 | Payne Stewart       | 12.82 |
| 6         | Fred Couples        | 12.78 | Paul Azinger        | 11.63 | Tom Kite            | 12.41 |
| 7         | Bernhard Langer     | 12.59 | Seve Ballesteros    | 10.15 | José María Olazábal | 12.00 |
| 8         | Payne Stewart       | 11.83 | Tom Kite            | 10.10 | Mark Calcavecchia   | 11.81 |
| 9         | Paul Azinger        | 10.88 | Mark McNulty        | 10.06 | Ian Woosnam         | 11.56 |
| 10        | Rodger Davis        | 8.90  | Mark Calcavecchia   | 9.96  | Paul Azinger        | 10.95 |

| Posizione | 1988              | 1988 | 1987             | 1987 | 1986               | 1986 |
| --------- | ----------------- | ---- | ---------------- | ---- | ------------------ | ---- |
| 1         | Seve Ballesteros  | 1458 | Greg Norman      | 1231 | Greg Norman        | 1507 |
| 2         | Greg Norman       | 1365 | Seve Ballesteros | 1169 | Bernhard Langer    | 1181 |
| 3         | Sandy Lyle        | 1297 | Bernhard Langer  | 1112 | Seve Ballesteros   | 1175 |
| 4         | Nick Faldo        | 1103 | Sandy Lyle       | 879  | Tsuneyuki Nakajima | 899  |
| 5         | Curtis Strange    | 1092 | Curtis Strange   | 873  | Andy Bean          | 694  |
| 6         | Ben Crenshaw      | 898  | Ian Woosnam      | 830  | Bob Tway           | 687  |
| 7         | Ian Woosnam       | 854  | Payne Stewart    | 717  | Hal Sutton         | 674  |
| 8         | David Frost       | 843  | Lanny Wadkins    | 697  | Curtis Strange     | 653  |
| 9         | Paul Azinger      | 825  | Mark McNulty     | 673  | Payne Stewart      | 652  |
| 10        | Mark Calcavecchia | 819  | Ben Crenshaw     | 668  | Mark O'Meara       | 639  |

## Classifica mondiale dei guadagni
A partire dal 1996 la federazione internazionale dei PGA tour ha istituito una classifica mondiale ufficiale dei guadagni , che comprende il totale dei premi vinti da ogni giocatore in tutti i tour membri della Federazione. La classifica viene calcolata in dollari statunitensi. I primi della classifica anno per anno sono elencati sotto.
| Anno | Giocatore     | Tornei giocati | Guadagni ($) |
| ---- | ------------- | -------------- | ------------ |
| 2012 | Rory McIlroy  | 24             | 10.961.511   |
| 2011 | Luke Donald   | 27             | 9.371.748    |
| 2010 | Luke Donald   | 28             | 5.867.601    |
| 2009 | Tiger Woods   | 19             | 10.948.054   |
| 2008 | Sergio García | 26             | 6.979.959    |
| 2007 | Tiger Woods   | 17             | 11.002.706   |
| 2006 | Tiger Woods   | 19             | 11.141.827   |
| 2005 | Tiger Woods   | 23             | 11.515.939   |
| 2004 | Vijay Singh   | 32             | 11.104.892   |
| 2003 | Vijay Singh   | 28             | 7.639.461    |
| 2002 | Tiger Woods   | 21             | 7.392.188    |
| 2001 | Tiger Woods   | 21             | 6.213.229    |
| 2000 | Tiger Woods   | 22             | 9.501.387    |
| 1999 | Tiger Woods   | 23             | 6.981.836    |
| 1998 | David Duval   | 24             | 2.680.489    |
| 1997 | Tiger Woods   | 22             | 2.082.381    |
| 1996 | Masashi Ozaki | 21             | 1.944.034    |